# Abaja (Koeru)
Abaja – wieś w Estonii, w prowincji Järva, w gminie Koeru.